# 軽業 (落語)

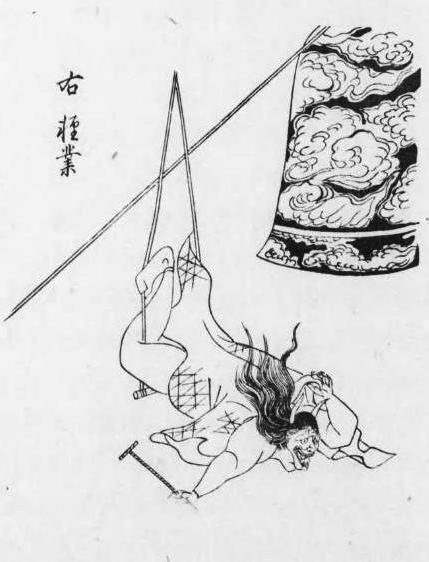
軽業。江戸職人歌合. 石原正明著 (片野東四郎, 1900)

『軽業』（かるわざ）は上方落語の演目。道中噺『伊勢参宮神乃賑』の一編で、『もぎ取（と）り』と『地獄八景』の間の話とされる。
伊勢参りの道中に通りがかった村で軽業が演技をしている小屋に遭遇し、演じる太夫が落下事故を起こす情景を描く。宇井無愁は（前に演じられる『法会』『もぎ取り』とともに）「ほとんどストオリーがなく、上方落語の特色である下座音楽と風物描写に終始する」と評している。太夫が落命した場合に『地獄八景』につながる形だが、東大落語会編『落語事典 増補』は「つづけるといって、切り場に使うがつづけることはない」とする。

## あらすじ
喜六と清八のコンビが、伊勢参りの帰り道にある村へ到着。妙に賑やかなので聞いてみると、『氏神さん六十一年目の屋根替えの正遷宮』だという返事が返ってきたのでそのまま見物することにする。
「一間の大イタチ」や「天竺の孔雀」などというインチキ興行に振り回された後、軽業の舞台を発見した二人は「これなら大丈夫だろう」と見学することに。木戸銭を払った二人が入った直後、時刻がきたと見えて口上言いが登場して流暢に謝辞を述べ、太夫を紹介。現れた「和屋竹の野良一」なる太夫は手早く身支度を終え、綱の上へあがって行く。
「小手調べに、深草の少将は小町が元へ通いの足どり…邯鄲は夢の手枕…義経は八艘飛び…」
順調に曲芸は進み、いよいよ目玉である『千番に一番の兼ね合い』になった。
「あ、さて、あ、さて、さてに雀は仙台さんのご紋。ご紋所は菊と桐~♪」
囃子方の演奏に合わせ、太夫は逆さになって綱から飛び降りる。そのまま、両足首を綱にひっかけ、蝙蝠よろしく宙ぶらりんになる…予定だったのだが、タイミングを誤ったのかそのまま墜落してしまう。あわてた観客が声をかけると、太夫は「足が痛い…頭が痛い…」とあちこちが痛いと言い出す。結局、どこが痛いのかと客が質問すると。
「軽業中（体中）が痛い」

## バリエーション
落ち（サゲ）には複数のバリエーションがある。
- 「弘法も筆の誤り、太夫も木から落ちる」と言うもの（「猿も木から落ちる」との地口）
- 「太夫さんが落ちるのも当たり前や、表が高札やがな」と言うもの
- 「長口上は大けが（あるいは大傷）の元」と言うもの（「生兵法は大けがの元」との地口）

また、前田勇の『上方落語の歴史 増補』では、地方興行の際に「落ちる」という言葉を嫌う席主の場合、太夫を落とすところまで演じずに切り上げる場合があったとする。